# Чемпионат Канады по кёрлингу среди мужчин 1972
Чемпионат Канады по кёрлингу среди мужчин 1972 (англ. 1972 Macdonald Brier) проводился в городе Сент Джонс (провинция Ньюфаундленд и Лабрадор) с 6 по 11 марта 1972 года. Турнир проводился в 43-й раз. В провинции Ньюфаундленд и Лабрадор чемпионат проводился впервые, в Сент-Джонсе — впервые.
Победитель получал право представлять Канаду (как «команда Канады»; англ. Team Canada) на чемпионате мира 1972, который проходил в марте 1972 в городе Гармиш-Партенкирхен (ФРГ).
В турнире приняло участие 11 команд, представляющих провинции и территории Канады.
Чемпионом стала (19-й раз в истории чемпионатов и 3-й раз подряд) команда, представляющая провинцию Манитоба (для команды, которую возглавлял скип Орест Мелещук, это была 1-я победа). Серебряные медали завоевала команда, представляющая провинцию Квебек (скип Bill Kent), бронзовые медали — команда, представляющая провинцию Альберта (скип Mel Watchorn).

## Формат соревнований
Команды играют между собой по круговой системе в один круг.

## Команды
| Команда                 | Четвёртый       | Третий         | Второй           | Первый           | Клуб                                     |
| ----------------------- | --------------- | -------------- | ---------------- | ---------------- | ---------------------------------------- |
| Альберта                | Mel Watchorn    | Jim Fox        | Terry Watchorn   | Merv Watchorn    | Fairview CC (Fairview)                   |
| Британская Колумбия     | Берни Спаркс    | Brock Giles    | Brent Giles      | Brad Giles       | North Vancouver R.C.C.C. (Норт-Ванкувер) |
| Квебек                  | Bill Kent       | Арт Лобел      | Дон Эйткен       | Murray Gregga    | Heather CC (Hampstead)                   |
| Манитоба                | Орест Мелещук   | Дэйв Романо    | Джон Ханесяк     | Пэт Хейли        | Fort Rouge CC (Виннипег)                 |
| Новая Шотландия         | Barry Shearer   | Ken Langille   | Eddie Morgan     | Robin Wilber     | Halifax CC (Галифакс)                    |
| Нью-Брансуик            | Dave Sullivan   | John Gorman    | Wally Nason      | Wayne Rhodenizer | Fredericton CC (Фредериктон)             |
| Ньюфаундленд и Лабрадор | Fred Durant     | Джек Макдафф   | Bob Rowe         | Carl Strong      | St. John's CC (Сент-Джонс)               |
| Онтарио                 | Eldon Coombe    | Keith Forgues  | Jim Patrick      | Barney Provost   | Ottawa CC (Оттава)                       |
| Остров Принца Эдуарда   | Kip Ready       | Bill MacGregor | David Kassner    | Norm MacNeill    | Charlottetown CC (Шарлоттаун)            |
| Саскачеван              | Doug Wyatt      | Glen Farrell   | Murray Trapp     | Dale Zoerb       | Hub City CC (Саскатун)                   |
| Северное Онтарио        | Jack MacFarlane | Mike Boyd      | Doug Clattenburg | Dave MacFarlane  | Tarentorus SC (Су-Сент-Мари)             |

(скипы выделены полужирным шрифтом)

## Итоговая классификация
| М  | Команда                               | В | П |
| -- | ------------------------------------- | - | - |
| 1  | Манитоба (Орест Мелещук)              | 9 | 1 |
| 2  | Квебек (Bill Kent)                    | 7 | 3 |
| 3  | Альберта (Mel Watchorn)               | 6 | 4 |
| 4  | Онтарио (Eldon Coombe)                | 6 | 4 |
| 5  | Саскачеван (Doug Wyatt)               | 6 | 4 |
| 6  | Британская Колумбия (Берни Спаркс)    | 5 | 5 |
| 7  | Северное Онтарио (Jack MacFarlane)    | 5 | 5 |
| 8  | Нью-Брансуик (Dave Sullivan)          | 4 | 6 |
| 9  | Ньюфаундленд и Лабрадор (Fred Durant) | 3 | 7 |
| 10 | Остров Принца Эдуарда (Kip Ready)     | 3 | 7 |
| 11 | Новая Шотландия (Barry Shearer)       | 1 | 9 |

## Награды
Команда всех звёзд (All-Stars team)
По результатам точности бросков (в процентах) игроков в матчах кругового этапа на каждой позиции определяется команда «всех звёзд».
| Четвёртый (скип)   | Третий                 | Второй                    | Первый                 |
| ------------------ | ---------------------- | ------------------------- | ---------------------- |
| Bill Kent · Квебек | Дэйв Романо · Манитоба | Terry Watchorn · Альберта | Murray Gregga · Квебек |

Ross Harstone Sportsmanship Award
(Приз имени Росса Хардстона за воплощение спортивного духа)
- David Sullivan ( Нью-Брансуик)